# Гришин, Евгений Романович
Евге́ний Рома́нович Гри́шин (23 марта 1931, Тула, Московская область — 9 июля 2005, Дедовск, Московская область) — советский конькобежец и велогонщик, 4-кратный олимпийский чемпион, 2-кратный бронзовый призёр чемпионатов мира (1954, 1956), абсолютный чемпион Европы (1956), 12-кратный рекордсмен мира на коротких дистанциях — 500 метров (1956—1968), 1000 метров (1955—1967), 1500 метров (1955—1959), 2-кратный бронзовый призёр чемпионата СССР в многоборье. Заслуженный мастер спорта СССР (1952), заслуженный тренер СССР (1973). Почётный гражданин города-героя Тулы. 

## Биография
Евгений Романович родился в Туле. Его отец погиб на Калининском фронте под Великими Луками, и мать, оставшись вдовой в 30 лет, работала круглыми сутками. В спорт он пришёл совершенно случайно. Его дядя Николай Николаевич Дронов был отличным велосипедистом, чемпионом России и ВЦСПС, руководил в Туле обществом «Трудовые резервы». Он и приобщил к спорту юного паренька. Ещё до воины подарил хоккейные коньки.  
Однажды над оружейным заводом, возле которого они жили, появились вражеские самолеты, началась бомбёжка. Одна из бомб разорвалась недалеко и он очнулся уже в госпитале — получил двенадцать осколочных отметин. Поправившись после ранения, снова надел коньки. Женька с мальчишками с утра до ночи гоняли по улицам на хоккейных коньках, цепляясь железными крючьями за задние борта грузовиков. 
Его старший брат Михаил также любил спорт и помогал в тренировках брату. Он прекрасно катался на коньках, но увлекался хоккеем с мячом. Позднее он освоил и хоккей с шайбой. Среди мальчишек Женя выделялся не просто физической силой, а врожденной решимостью и отчаянностью. Из-за всех этих качеств его даже выгнали из школы и его дядя пригласил 14-летнего племянника посоревноваться, пообещав дать норвежские коньки.  
В своих первых соревнованиях Евгений участвовал против чемпиона Тулы Толи Шевякина, и проиграл ему всего один шаг. Тогда он записался в секцию по конькам начал тренироваться по-настоящему. Огромную роль сыграл в его жизни первый тренер Яков Иванович Яковлев, фронтовик. Когда он вышел на старт во второй раз, выиграл первенство Тулы. В то время Гришин был учеником граверной школы Тульского оружейного завода.
Летом 1946 года в нём открылся талант легкоатлета и увидев его на тренировке, руководитель заводской секции лёгкой атлетики предложил начать тренироваться и поехать в Ленинград на Спартакиаду ста заводов-гигантов. Там Евгений выступал в беге на сто и двести метров, в прыжках в длину и в двух эстафетах — малой шведке и 4X100 метров. Выступил настолько удачно, что его, 15-летнего пацана, попросили участвовать во взрослых соревнованиях. 
В 1947 году, в возрасте 16 лет начал кататься в секции на велосипеде. Сразу же выиграл 2-е место на чемпионате Тулы и стал мастером спорта, выступал на первенстве России — и выигрывал его. Вскоре, охладев к велосипеду, вернулся в конькобежную секцию, к дорогому тренеру Якову Ивановичу Яковлеву.
На юниорском первенстве РСФСР по конькобежному спорту в 1947 году никому не знакомый скороход побил рекорд СССР среди юниоров 47,6 сек. Там он познакомился с Евгением Иосифовичем Летчфордом, который поздравил его с новым рекордом. В марте на чемпионате СССР среди юниоров установил рекорд в 47,0 сек. В 1948 году Гришина вызвали на первенство России, которое разыгрывалось на Стадионе юных пионеров. Его спортивная форма была далеко не боевой и выступил на среднем уровне.
Во время службы в армии, был принят в ЦСКА. В 1950—1951 годах в качестве конькобежца-специалиста принимал участие в строительстве высокогорного катка Медео под Алма-Атой. В конькобежном спорте установил мировой рекорд и в 20 лет ему присваивают звание заслуженного мастера спорта. 
В 1951—1952 годах был одним из лучших велосипедистов-трековиков СССР, был в составе сборной СССР на XV Олимпийских играх в Хельсинки (в соревнованиях не выступал, не пройдя последнего отбора). На Олимпиаде отказался выступать на отечественном велосипеде ХВЗ вместо более качественного велосипеда иностранного производства, который ему заказал Василий Сталин, что вызвало скандал. Из-за последствий перегрузок был вынужден оставить велоспорт, оставшись только в конькобежном спорте.
Будучи специалистом в спринте, Гришин ни разу не выигрывал чемпионаты СССР и мира в классическом многоборье (чемпионаты мира в спринтерском многоборье и на отдельных дистанциях в те годы ещё не проводились), однако доминировал на этих чемпионатах на дистанциях 500 и 1500 метров с конца 50-х до начала 60-х годов. Победы на чемпионатах СССР: 500 м: 1956-57, 1959, 1961-65, 1967; 1500 м: 1957, 1962, 1967. Победы на чемпионатах мира на 500 м: 1954, 1957, 1960-63.

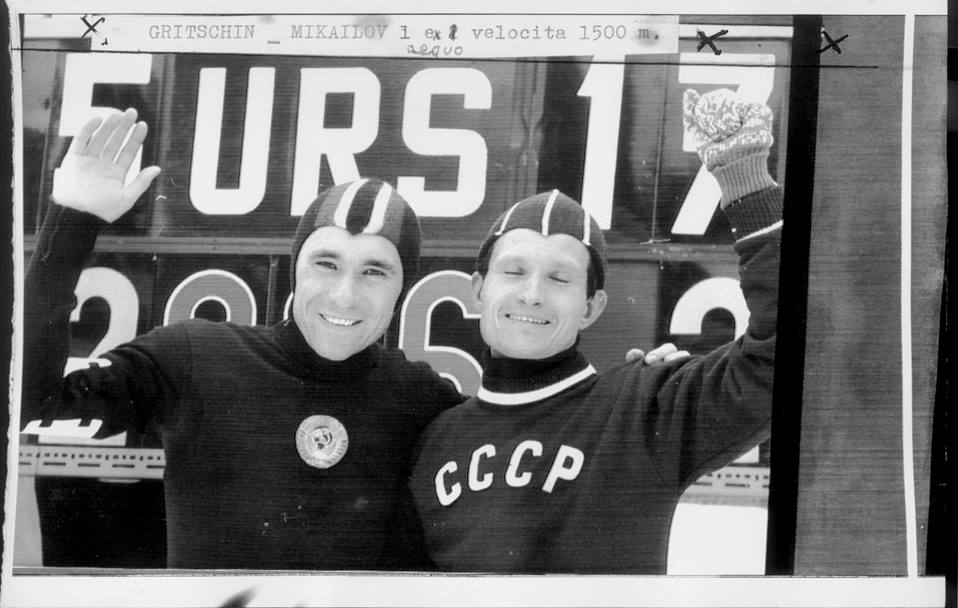
Гришин (слева) и Юрий Михайлов после «двойной» победы на дистанции 1500 м на Олимпийских играх 1956 года

На зимних Олимпийских играх 1956 года в Кортина д’Ампеццо Гришин выиграл дистанции 500 и 1500 метров. На 500 повторил свой же рекорд мира и обновил рекорд мира на 1500 м.
На Олимпийских играх 1960 года в Скво-Вэлли вновь выиграл и 500 и 1500 метров.
В январе 1963 года Гришин установил очередной мировой рекорд на дистанции 500 м — 39,5 с, который продержался пять лет. Перед Олимпиадой 1964 на тренировках несколько раз пробегал за 38,5 с.
На Олимпийских играх в Инсбруке (1964) был фаворитом на 500 метров. По одной из версий, допустил ошибку при заточке коньков, сделав слишком большой овал. По версии самого Гришина, затупление овала произошло перед стартом, когда он наехал коньком на какую-то песчинку на катке. В результате левый конек почти не держал поворот. В забеге Гришин едва не упал. Показал достаточно плохое на тот момент время — 40,6, однако побить его смог только американец Терри Макдермотт, а советский конькобежец Владимир Орлов и норвежец Алв Гьестванг повторили время Гришина и разделили с ним серебро.

После Инсбрука Гришин, который имел к тому моменту солидный для спринтеров возраст, решил продолжить тренировки, поскольку не хотел уходить побежденным.
На Олимпийских играх 1968 года в Гренобле на 500 метров 37-летний Гришин не попал на пьедестал, заняв 4-е место.
Ещё до окончания спортивной карьеры на матче СССР — Норвегия 1968 года стал с 1966 года работать тренером. Тренировал в 60—80-х годах нескольких ведущих спринтеров СССР, а также сборную команду, в том числе олимпийскую команду СССР 1972 и 1976 года.
Член КПСС с 1962 года. Похоронен в Москве, на Троекуровском кладбище, участок № 7.

## Результаты в скоростном беге на коньках
| Год  | Чемпионат СССР | Чемпионат Европы  | Чемпионат мира    | Олимпийские игры    |
| ---- | -------------- | ----------------- | ----------------- | ------------------- |
| 1950 | - (6,-,7,-)    |                   |                   |                     |
| 1952 | - · (,-,-,-)   |                   |                   |                     |
| 1953 | - · (,-,,-)    |                   |                   |                     |
| 1954 | - (-,-,7,-)    | 11-e · (,19,,12)  | · (,8,,9)         |                     |
| 1955 | - · (,-,7,-)   | 9-е · (,21,,12)   | НК16 (5,33,6,-)   |                     |
| 1956 | · (,5,,29)     | · (,15,,11)       | · (,16,,11)       | 500 м · 1500 м      |
| 1957 | · (,24,,13)    | 5-e · (,18,,13)   | 15-e · (,27,,16)  |                     |
| 1958 | - · (,-,6,-)   |                   |                   |                     |
| 1959 | - · (,-,,-)    |                   |                   |                     |
| 1960 | - (-,-,10,-)   |                   | НК17 · (,34,,НС)  | 500 м · 1500 м      |
| 1961 | - · (,-,8,-)   | НК17 · (,28,9,-)  | НК18 · (,36,6,-)  |                     |
| 1962 |                | НК16 · (,29,6,НС) | НК17 · (,39,7,-)  |                     |
| 1963 | - · (,-,5,-)   |                   | НК18 · (,36,17,-) |                     |
| 1964 | - · (,-,5,-)   |                   |                   | 500 м · 11-e 1500 м |
| 1965 | - · (,-,6,-)   |                   |                   |                     |
| 1966 | - · (,-,-,-)   |                   |                   |                     |
| 1967 |                |                   |                   |                     |
| 1968 | - · (,-,4,-)   |                   |                   | 4-e 500 м           |

- В скобках указаны места по отдельным дистанциям, в порядке забегов (500 м, 5000 м, 1500 м, 10 000 м)
- НК — не классифицирован, не отобрался или не стартовал (НС) на заключительной дистанции 10000м

## Мировые рекорды

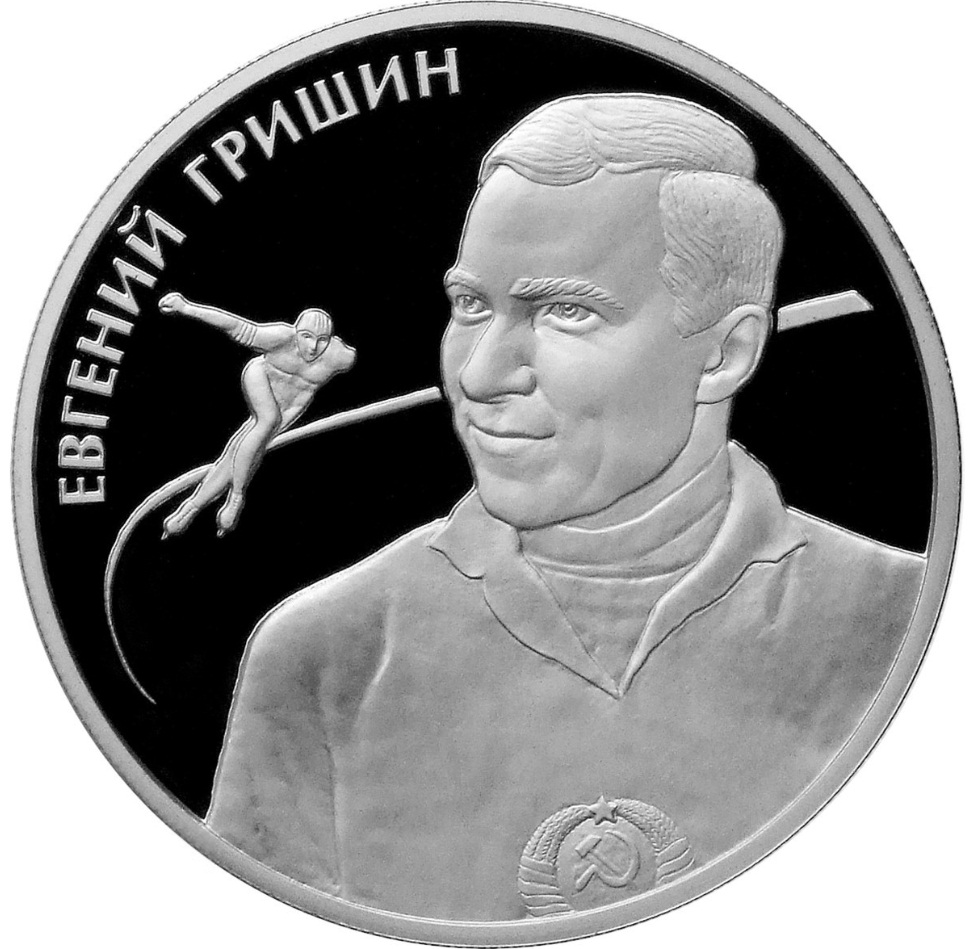
Памятная монета Банка России с портретом Евгения Гришина. 2 рубля, серебро, 2012 год

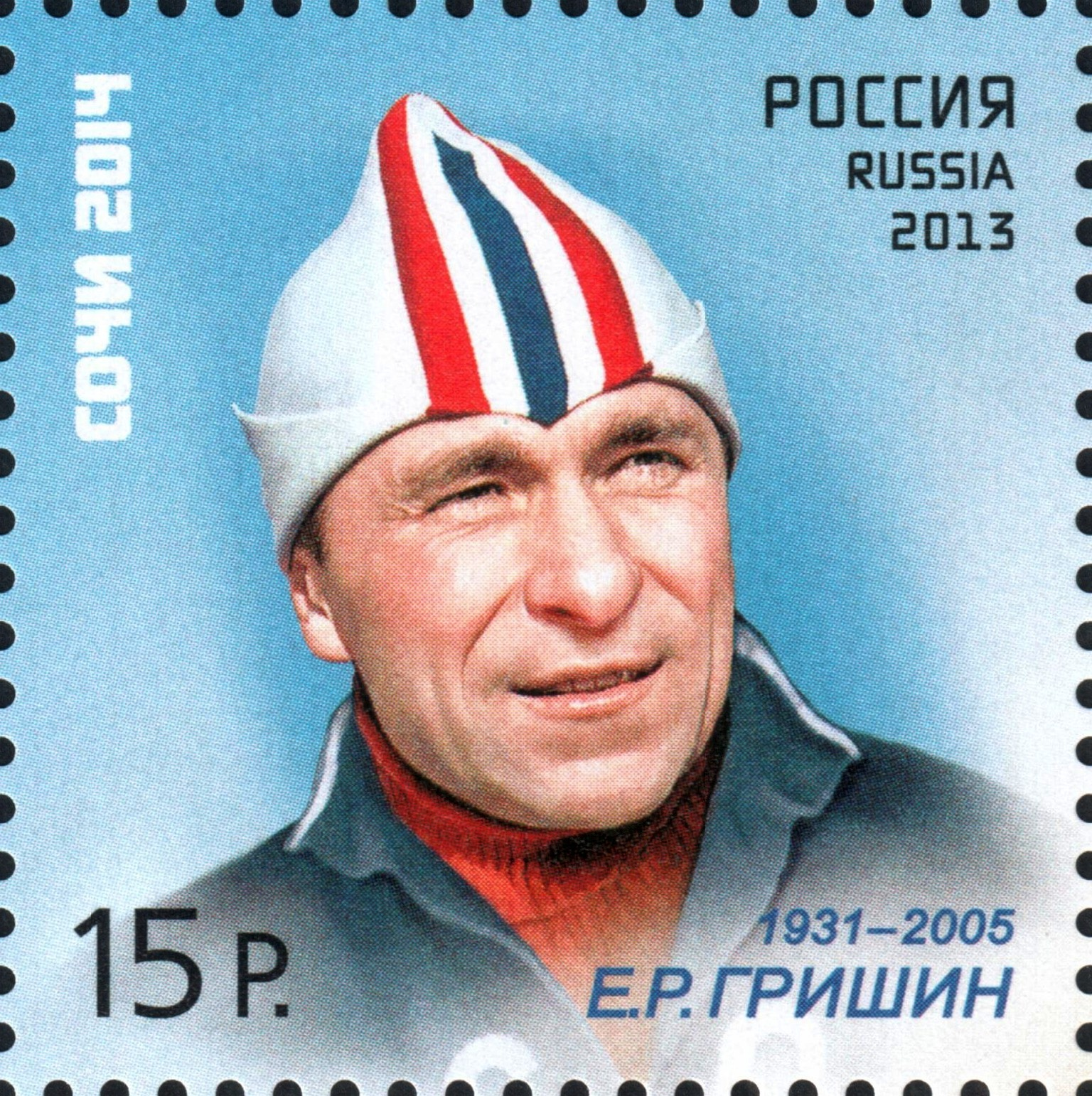
Почтовая марка России, 2013 год

| № | Дистанция | Время  | Дата           | Место    |
| - | --------- | ------ | -------------- | -------- |
| 1 | 1500 м    | 2.09,8 | 10 января 1955 | Медео    |
| 2 | 1000 м    | 1.22,8 | 12 января 1955 | Медео    |
| 3 | 500 м     | 40,2   | 22 января 1956 | Мизурина |
| 4 | 500 м     | 40,2   | 28 января 1956 | Мизурина |
| 5 | 1500 м    | 2.08,6 | 30 января 1956 | Мизурина |
| 6 | 500 м     | 39,6   | 27 января 1963 | Медео    |
| 7 | 500 м     | 39,5   | 28 января 1963 | Медео    |

## Личная жизнь
Был женат с 1959 года на Марине Гранаткиной, чемпионке СССР 1952 г. в парном катании. Разведены в конце 70-х гг. XX века. От брака — дочь Елена.

## Книги
Автор нескольких автобиографических книг:
- 500 метров (1969)
- Или — или (1976)
- Годы триумфальных побед (1999)
- Такое не забывается (2001)

## Награды
- Орден Ленина (16.09.1960) — за успешные выступления в XVII летних и VIII зимних Олимпийских играх 1960 года, а также за выдающиеся спортивные достижения[14]
- Орден Трудового Красного Знамени (27.04.1957) — «за успехи, достигнутые в деле развития массового физкультурного движения в стране, повышения мастерства советских спортсменов, и успешное выступление на международных соревнованиях»
- Орден Знак Почёта (1983)
- Медаль Ветеран Вооружённых Сил СССР (1983)
- Медаль Двадцать лет Победы в Великой Отечественной войне 1941—1945 гг. (1965)
- Медаль 40 лет Вооружённых сил СССР (1958)
- Медаль 50 лет Вооружённых сил СССР (1968)
- Медаль 60 лет Вооружённых сил СССР (1978)
- Медаль За Воинскую Доблесть к 100 летию В. И. Ленина (1970)
- Медаль за Безупречную службу 3-степени (1963)
- Медаль 80 лет Госкомспорта России (2003)